# U-17-Fußball-Weltmeisterschaft 2021
Die U-17-Fußball-Weltmeisterschaft 2021 sollte 2021 in Peru stattfinden, wurde im Dezember 2020 aber aufgrund der weltweiten COVID-19-Pandemie abgesagt und das Austragungsrecht für die U-17-Fußball-Weltmeisterschaft 2023 erneut an Peru vergeben. Diese wurden jedoch am 3. April 2023 von der FIFA auf Grund mangelnder Vorbereitungen zur Errichtung einer geeigneten Infrastruktur wieder entzogen. Es hätte sich um die 19. Ausgabe der FIFA-U-17-Weltmeisterschaft, der alle zwei Jahre stattfindenden internationalen Jugendfußballmeisterschaft der Männer, an der die 24 qualifizierten U17-Nationalmannschaften der Mitgliedsverbände der FIFA teilnehmen, gehandelt.

## Wahl des Gastgebers
Peru wurde nach der FIFA-Ratssitzung am 24. Oktober 2019 in Shanghai als Gastgeber bekannt gegeben. Das Land war auch einer der Bieter für die Ausrichtung der FIFA-U-20-Weltmeisterschaft 2021, die am selben Tag an Indonesien vergeben wurde. Peru war zuvor Gastgeber des Turniers im Jahr 2005. Es erhielt zunächst die Ausrichtungsrechte der vorherigen Ausgabe im Jahr 2019, diese wurden jedoch von der FIFA im Februar 2019 nach Überprüfung der Einrichtungen in Peru entzogen.